# 뉴욕 지하철 5호선

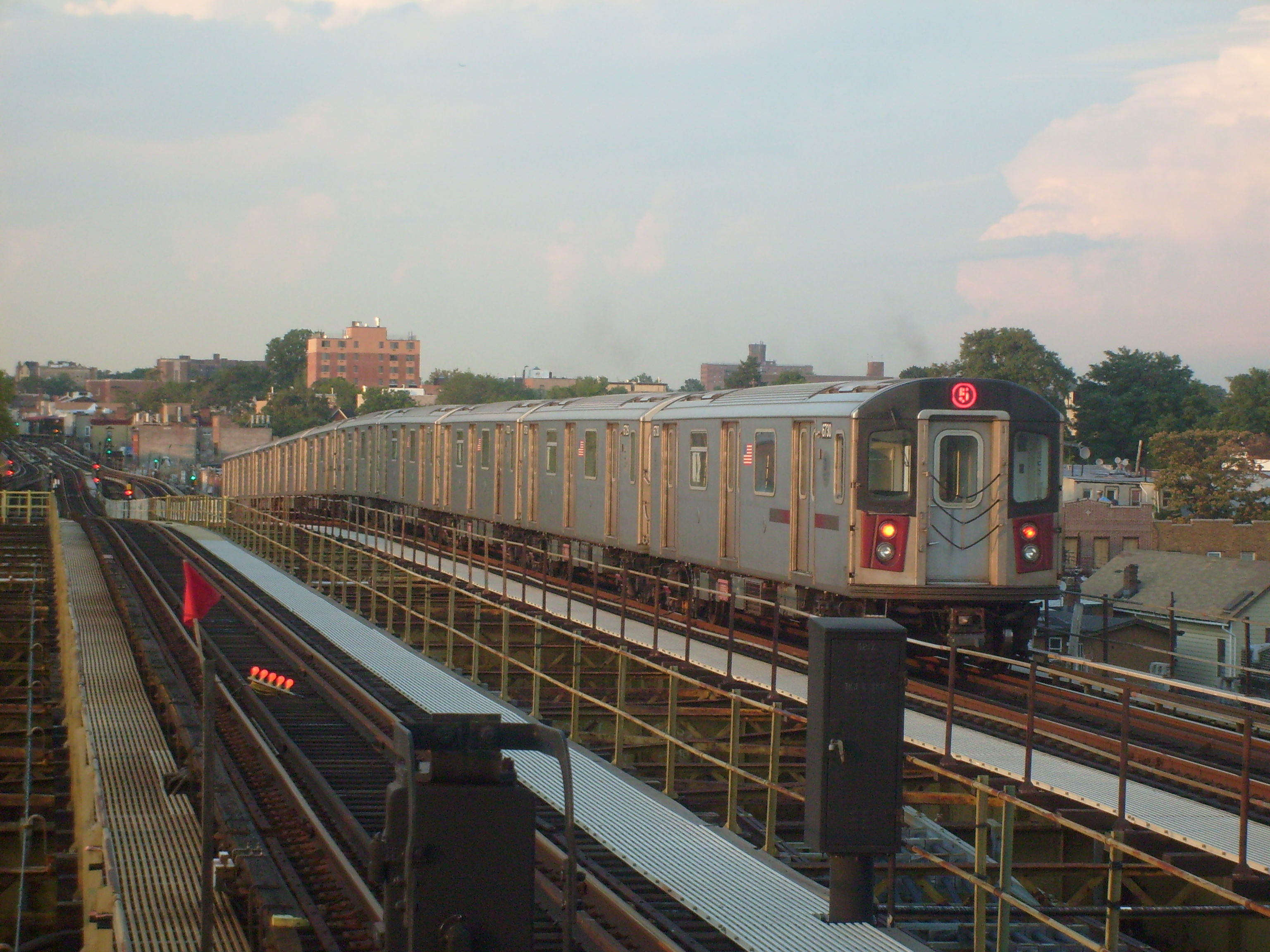
뉴욕 지하철 5호선

노선도

뉴욕 지하철 5호선은 뉴욕 지하철의 서비스 경로이다. 색상은 초록색으로, IRT 렉싱턴 애비뉴 선 (Lexington Avenue Line)을 급행으로 운행한다. 이스트체스터-다이어 애비뉴 (브롱크스)에서 플랫부쉬 애비뉴-브루클린 대학 (브루클린)까지 이어지며, 주말에는 볼링 그린 (맨해튼)까지 서비스가 단축된다.